# Мхітарішен
Мхітарішен (вірм. Մխիթարիշեն), Мухтар (азерб. Muxtar) — село у Аскеранському районі Нагірно-Карабаської Республіки. Село розташоване на схід від Шуші та на південь від Степанакерта на трасі Степанакерт — Кармір шука — Гадрут, поруч з селами Схнах та Карін так (Шушинський район).

## Пам'ятки
- У селі розташовані церква Сурб Аствацацін (Святої Богородиці) 19 століття, кладовище 17-18 ст., млин 19 ст. та джерело 19 ст.